# Hiperligação
Uma hiperligação, um liame/ligame, ou simplesmente uma ligação (em inglês, hyperlink e link), é uma referência dentro de um documento em hipertexto a outras partes desse documento ou a outro documento. Um programa informático utilizado para visualizar e criar esse documento chama-se um sistema de hipertexto, normalmente um usuário pode criar uma hiperligação ou simplesmente uma ligação. Um usuário que siga as ligações está a navegar o hipertexto ou a navegar a web. Exemplo de hiperligação. 

## Características e utilização
Hiperligações são partes dos fundamentos das linguagens usadas para construção de páginas na World Wide Web e outros meios digitais e são designadas elementos clicáveis, em forma de texto ou imagem, que levam a outras partes de um sítio ou para recursos variados. Um dos símbolos (ícones) mais comuns para representar um link numa página da Internet é quando aparece uma mão fechada com o dedo indicador levantado no momento que o mouse está posicionado em cima desse link.
A palavra inglesa link entrou na língua portuguesa por via de redes de computadores (em especial a Internet), servindo de forma curta para designar as hiperligações do hipertexto. O seu significado é "atalho", "caminho" ou "ligação". Através dos links é possível produzir documentos não lineares interconectados com outros documentos ou arquivos a partir de palavras, imagens ou outros objetos.
Navegar ou "surfar" na Internet é seguir uma sequência de links, que agregam interatividade no documento. Ao leitor torna-se possível localizar rapidamente conteúdo sobre assuntos específicos, no contexto.
Além de buscar e selecionar informações através da rede de links, é importante que o leitor invista na “compreensão e na integração das informações selecionadas, criando uma representação coerente dos textos para cumprir seus objetivos de leitura” (COSCARELLI, 2016, p. 77). Isso exigirá, do leitor, uma leitura mais atenta, reflexiva e crítica. 